# Allucinazione collettiva
Allucinazione collettiva è un singolo del rapper italiano Fedez, pubblicato il 21 settembre 2024.

## Descrizione
Il brano, scritto e composto dallo stesso rapper, è prodotto da Mark Tembo.

## Video musicale
Il visual video è stato pubblicato in concomitanza all'uscita del brano attraverso il canale YouTube del rapper.

## Tracce
Testi e musiche di Federico Leonardo Lucia.
1. Allucinazione collettiva – 2:56

## Classifiche
| Classifica (2024) | Posizione massima |
| ----------------- | ----------------- |
| Italia            | 12                |